# 順正高等女学校
順正高等女学校（じゅんせいこうとうじょがっこう）は、かつて岡山県上房郡高梁町大字伊賀町（現在の岡山県高梁市伊賀町）に在した私立の高等女学校。設立者は福西志計子。現在の岡山県域内において最初に設立された女学校とされている。

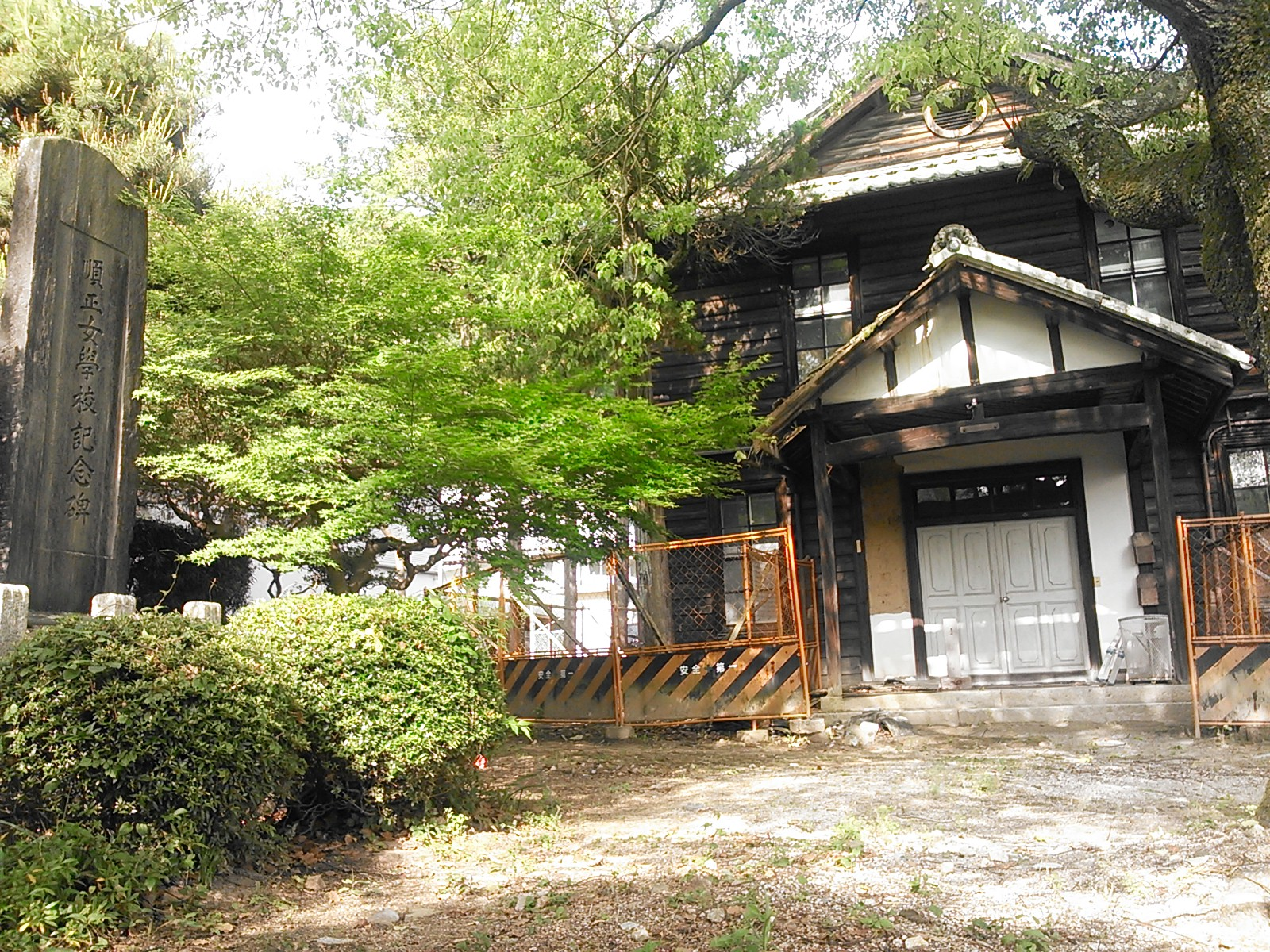
順正寮跡（順正女学校跡地）
岡山県指定史跡

1921年（大正10年）に岡山県へ移管されて岡山県順正高等女学校となり、1943年（昭和18年）に岡山県高梁高等女学校に、学制改革を経て1948年（昭和23年）に岡山県立高梁第二高等学校と度重なる改称を経て、1949年（昭和24年）には岡山県立高梁第一高等学校と統合されて岡山県立高梁高等学校伊賀町分校となった。
統合に伴い、のち県により伊賀町分校の廃校を求められたため、本学卒業生を中心にその存続を求める市民運動が起こされた。この事により1966年（昭和41年）に本学跡地の管理団体として高梁学園（のちの順正学園）が発足した。高梁学園は翌年の1967年（昭和42年）に文部省の認可を得て学校法人となり、同学園によって伊賀町校舎の設備を活用するための後身校として、私立短期大学である順正短期大学（のちの吉備国際大学および同短大部）が設立された。

## 歴史
福西志計子は1881年（明治14年）12月に私立向町裁縫所を設立し、1885年（明治18年）1月に裁縫所を順正女学校に昇格させた。福西が1897年（明治30年）に死去すると、伊吹岩五郎（校長）と河合久子（校務）が福西のあとを継ぎ、1898年（明治31年）11月に文部省から財団法人の認可を受け、1899年（明治32年）に校名を私立高梁順正女学校に改称した。
財団法人化で岡山県や上房郡から公的助成金を受けやすくなり、1906年（明治39年）に桧垣直右岡山県知事が県営へ移管を求めたが、県知事交代で移管話が流れた。度重なる県からの要請で1920年（大正9年）に順正女学校が慎重に検討し、校名に「順正」の2文字を含めること、職員の留任などを条件に県営移管を容認した。県の指導で運営法人は解体されて1921年（大正10年）に岡山県順正高等女学校となった。
1943年（昭和18年）に国と県の指導で上記の移管条件の一つ「順正」の2文字が破棄され岡山県高梁高等女学校と改称した。1948年（昭和23年）に岡山県立高梁第二高等学校となり、1949年（昭和24年）に岡山県立高梁第一高等学校と統合されて岡山県立高梁高等学校伊賀町校舎となった。高梁高校時代も伊賀町校舎は順正女学校から続く家政科の拠点として使用されたが、岡山県は高梁高校の統合の前後から断続して県立高校が統合再編成され、県教育委は高梁高校家政科の本校統合と伊賀町校舎の廃止と閉鎖を決定して高梁市に通告した。
本学卒業生と本学所在地域住民を中心とした署名活動と市へ陳情が行われ、伊賀町校舎は閉鎖と共に高梁市が買い上げた。管理団体として高梁学園が設立され、引き続き市域の学問拠点として活用することが決定した。1967年（昭和42年）に岡山県立高梁高等学校伊賀町分校舎は廃止されたが、同時に同地に順正短期大学（のち順正学園・吉備国際大学）が新設され「順正」の名は継承されている。

## 沿革

### 順正女学校
- 1881年（明治14年）12月 - 福西志計子が高梁町大字向町に私立向町縫製所を創立する。
- 1885年（明治18年）1月 - 縫製所に文学科を加え順正女学校として改組する。
- 1895年（明治28年）7月 - 高梁市大字頼久寺町に新築移転。
- 1899年（明治32年）11月 - 私立高梁順正女学校に改称。
- 1908年（明治41年）4月 - 高梁市大字伊賀町に事務本拠を移転。私立順正高等女学校に改称。頼久寺町校舎は新校舎と一体の設備として継続運用。
- （1914(大正3年以前）　校歌制定　三輪源三作詞　岡野貞一作曲(「故郷」の作曲者)）
- 1920年（大正9年） - 県よりの度重なる要請により、複数の条件の元、県営移管を受諾。私立校としての廃止。

### 県営移管後
- 1921年（大正10年）4月 - 県営移管、岡山県順正高等女学校に改称。
- 1943年（昭和18年）4月 - 岡山県高梁高等女学校に改称。
- 1948年（昭和23年）4月 - 岡山県立高梁第二高等学校に改称。
- 1949年（昭和24年）8月 - 岡山県立高梁第一高等学校と統合して岡山県立高梁高等学校 伊賀町（家政科）分校となる。単立校としての廃止。

### 高梁高校伊賀町分校
- 1953年（昭和28年）12月 - 頼久寺町旧校舎を高梁町立図書館に本館設備として貸与。
- 1954年（昭和29年）5月 - 高梁市成立。高梁町立図書館を高梁市図書館に転換。
- 1959年（昭和34年）3月 - 頼久寺町旧校舎が「順正寮跡」として岡山県史跡に指定。
- 1966年（昭和41年）9月 - 伊賀町分校舎、高梁学園に管理移管。頼久寺町旧校舎の市立図書館への貸与は貸与元変更の上で継続。
- 1967年（昭和42年）3月 - 岡山県立高梁高等学校 伊賀町分校、廃止。家政科および卒業生管理などの事務機能は内山下本校へ統合。

### 分校廃止後（順正学園）
- 1967年（昭和42年）4月 - 伊賀町分校設備運営の後継施設として高梁学園により順正短期大学が開学される。
- 1970年（昭和45年）10月 - 高梁市図書館が向町新本館へ移転。図書館分館から順正短大学舎へと転換される。
- 2010年（平成22年）4月 - 高梁学園の大規模組織改組。組織名を順正学園に改名。順正短期大学は吉備国際大学短期大学部となる。
- 2015年（平成27年）4月 - 順正学園により順正寮跡（順正女学校舎）の老朽化にともなう復元改築工事が開始される。
- 2016年（平成28年）4月 - 順正寮復元改築工事、完了。福西の業績を顕彰する順正学園 順正記念館となる。

## 歴代校長
括弧内は生年ではなく在任期間
- 柴原宗介（1885年 - 1886年）[3]高梁の酒造業を実家とし同地内で種々の事業を開拓した事業家。政治団体・開口社を設立し同地で自由民権運動を主導した政治家でもある[4]。
- 柳井重宣（1886年 - 1888年）[3]上房郡松山村の戸長。のち政治家。中島重の実父[5]。
- 古木虎三郎（1888年 - 1892年）[3]高梁基督教会堂の常駐牧師のひとり。
- 寺沢精一（1892年 - 1895年）[6]高梁基督教会堂の常駐牧師のひとり。
- 蓑内鉱一郎（1895年 - 1898年）[6]有終館出身。教育者、政治家。高梁尋常小学校訓導で志計子の同僚であった人物。のち高梁町長となる。校長職と町長職を兼務[7]。
- 伊吹岩五郎（1898年 - 1929年）[8]高梁基督教会堂の常駐牧師のひとり。のち福西の遺言により蓑内の支援のもと専任校長となる。私立順正高等女学校としては最後の校長[9]。娘は、伊吹知勢でありお茶の水女子大学名誉教授。
- 渡辺喜作（1929年 - 1930年）[10]県立移管後に初めて県より選任された校長。これより県派遣による専任の校長職。吉備郡水内村出身。元・岡山県会計課課長。県職員時代に上房郡を視学し順正女学校に理解を示し、伊吹の方針を継承[11]。
- 山崎九二五（1930年 - 1931年）[10]岡山市出身。東京高等師範学校卒。愛知・大分・山口の各県において男子中学の教諭職を歴任。岡山県立岡山中学校の教諭となった後に順正高女校長に着任[11]。
- 松本晋二（1931年 - 1935年）[10]勝田郡広野村出身。旧制東京外国語学校卒。「女性は女性らしい品格の備わった人間に」と女子教育の重要性を説き修身教育に力を注ぐ[12]。
- 鳥越保太（1935年 - 1940年）[10]「順正五訓」を制定[13]。従来の順正の思想を変節（破棄）させ国体思想に向けた校風改革を主導した[14]。
- 両部尊明（1940年 - 1941年）[10]備中松山城の修復を支援。女学生・教員総出で天守閣瓦4000枚の運搬を担当。
- 田代常七（1941年 - 1945年）[15]太平洋戦争時の校長。県立高梁高等女学校への転換や女学生の学徒動員[注 1]を主導するも、終戦を迎える。そのため校風改革による思想は転換される。
- 斉藤健治（1945年 - 1948年）[15]学制改革時の校長。岡山県立鴨方高等女学校より異動されて赴任。県立高梁第二高等学校への転換を主導し付近男子校との統合と共学化への道筋をつける[16]。
- 木口健藏（1948年 - 1949年）[15]県立高梁第二高等学校、最後の専任校長。岡山県立高梁高等学校へ統合を主導。

## 著名な出身者
- 石井品子 - 社会事業家、石井十次の妻。
- 留岡夏子 - 社会事業家、留岡幸助の最初の妻。
- 留岡菊子 - 社会事業家、留岡幸助の後妻。
- 稲本白鵞 - 教育者、書道家。
- 伊吹知勢 - 英文学者、お茶の水女子大学名誉教授。

## 後身校

### 直流後身校
順正高等女学校より沿革と卒業生の身分証明を引き継いでいる学校。下記傍流後身校とも交流連携関係を持つ。
- 岡山県立高梁高等学校

### 傍流後身校
順正高等女学校（高梁高校）より、同校の設備および「順正」の名称を譲受継承され、それを保持管理している学校。学校法人順正学園によって設立。
- 吉備国際大学
- 吉備国際大学短期大学部（旧・順正短期大学）
- 順正高等看護福祉専門学校

## 跡地など
- 福西志計子が裁縫所を開き順正女学校最初の発起点とした黒野邸の跡地は現在、高梁市によって福西志計子公園として整備されている。公園の入口には「順正女学校発祥地」の石柱が置かれる。
- 上述の通り、順正高等女学校の在した場所は、現在は順正学園本部となっている。同地には順正女学校創立の歴史を記した「順正女学校創建碑」が置かれ、同学園によって管理されている。
- 吉備国際大学の管理下にある順正女学校の旧校舎は岡山県初の専門女学校学舎「順正寮跡」として岡山県の史跡に指定されている[1][17][18][19][20]平成28年には保存修理工事が行われた[21]。